# 배드 블랙
《배드 블랙》(Bad Black)은 우간다의 액션 영화다. 2017년 유튜브에 오프닝 씬을 공개했다. 2019년 유튜브에 공개되었고 한글 자막이 추가되었다.

## 영화제
2017년 제21회 부천국제판타스틱영화제에서 우간다 액션 영화인 배드 블랙을 공개했다. GV도 있었는데 감독이 아닌 프로듀서가 나왔다. 시애틀 국제 영화제에서 비평가이자 관광객들이 좋아하는 영화다.